# Јужно острво
Јужно острво (енгл. South Island, маор. Te Waipounamu) је једно од два главна острва Новог Зеланда (друго је Северно острво). Има површину од 151.215 km², што га чини дванаестим острвом по величини на свету. Дуж западне обале Јужног острва пружа се ланац планина Јужни Алпи, чији највиши врх је Кук са 3,754 метара изнад нивоа мора. На острву постоји 9 националних паркова, а познато је и по скијалиштима.
Први европљани који су стигли до овог острва били су у експедицији Холанђанина Абела Тасмана. Његова два брода су стигла у Златни залив на северу острва децембра 1642. У 19. веку неке мапе су називале острво „Средња земља“ или „Нови Алстер“. На острву живи 1.096.200 људи, што је око четвртина народа Новог Зеланда. У прошлости (19. век) овде је живела већина становништва. Острво је подељено у седам региона: Нелсон, Марлборо, Тасман, Отаго, Кентербури, Западна обала, Јужна земља. Највећи градови на острву су Крајстчерч, Данедин, Инверкаргил, Нелсон, Вестпорт, Хокитика, Бленхајм, Тимару, Оамару.
Пошто је 32% веће од Северног острва, Јужно острво се понекад назива и „копно“ Новог Зеланда. Ono је дом за 23 одсто од 5,1 милиона становника Новог Зеланда. Након златних грозница током 1860-их у раним фазама насељавања земље Пакехама (Европљанима), Јужно острво је имало већину европског становништва и богатства. Популација Северног острва претекла је јужно острво почетком 20. века, са 56% становништва Новог Зеланда које је живело на Северном острву 1911. Насељавање људи и предузећа на северу се наставило и током двадесетог века.